# Икарий (отец Пенелопы)
Икарий (др.-греч. Ἰκάριος) — персонаж греческой мифологии из лаконского цикла, отец Пенелопы. Был изгнан из Спарты старшим братом, стал правителем части Акарнании, позже по одной из версий вернулся на родину. Икарий фигурирует в некоторых мифах, связанных с его зятем Одиссеем.

## В мифологии

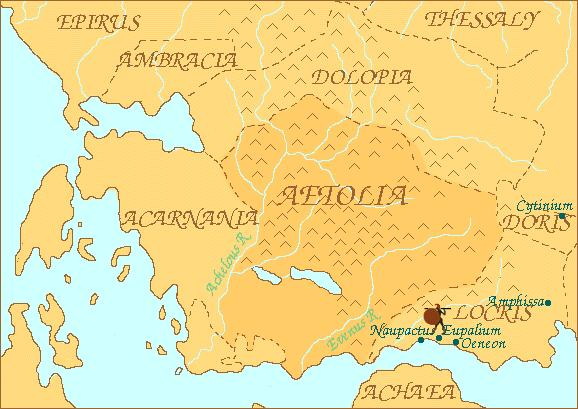
Северо-западная Греция. Остров в левом нижнем углу, который видно полностью, — Итака

Икарий принадлежал к спартанскому царскому роду. Его отцом был Периер либо сын Периера Эбал — прямые потомки Лакедемона, сына Зевса и первого царя Спарты. По альтернативной версии, Периер был сыном Эола и царём Мессении. Через жену Периера Горгофону (мать или бабку) Икарий происходил от Персея, а в случае отцовства Эбала его матерью была дриада Батия. Источники называют братьев Икария: Афарея, Левкиппа, Тиндарея, Гиппокоонта. Последний по одной из версий мифа приходился ему единокровным братом, будучи старшим внебрачным сыном Эбала.
После смерти отца Икарию пришлось покинуть родину. Захвативший власть Гиппокоонт изгнал его вместе с Тиндареем (по альтернативной версии, Икарий поддержал Гиппокоонта, и изгнан был только Тиндарей), так что герой отправился на северо-запад Греции, в Акарнанию. Двое братьев возглавили группу спартанских колонистов и помогли царю Этолии Фестию в его войне с соседними племенами. Фестий расширил свои владения за реку Ахелой. Часть завоёванных земель он по предварительной договорённости отдал союзникам. Позже, когда Гиппокоонт был убит Гераклом, Тиндарей вернулся на родину, а Икарий остался править своей частью Акарнании — сначала в одиночку, потом вместе с двумя сыновьями. По одной версии, там он и закончил свою жизнь, а по другой, всё-таки вернулся на родину. Согласно Страбону, Икарий женился в Акарнании на Поликасте, дочери Лигея, которая родила дочь Пенелопу и сыновей Ализея и Левкадия. Автор схолиев к «Одиссее» Гомера сообщает, что Икарий был женат на Дородохе, дочери мессенца Орсилоха, или на Астеродае, дочери Еврипила. Согласно Псевдо-Аполлодору, герой женился на наяде Перибее и стал отцом, помимо Пенелопы, Тоанта, Дамасиппа, Имевсима, Алета и Перилея. Ферекид называет детьми Икария, кроме Пенелопы, Полимела, Дамасикла и Лаодику, Асий Самосский — Меду (жену критского царя Идоменея, Андрон Галикарнасский — Гипсипилу и Лаодамию, схолиасты Гомера — Ифтиму (жену Эвмела из Фер), Амасиха, Фалерея, Тоона, Феремеллия, Перилая, Сема, Аулета.
Дочь Икария Пенелопа стала женой царя Итаки Одиссея. По одной из версий, этот брак стал результатом сделки, которую Одиссей заключил с Тиндареем. Согласно Павсанию (он локализует события в Лаконике), на руку Пенелопы претендовало множество героев, и Икарий организовал для них соревнование по бегу. Претенденты бежали по Спарте от статуи Аполлона Афетея по улице Афетаида, и первым оказался Одиссей, получивший невесту в качестве награды. Икарий и после свадьбы не хотел расставаться с дочерью. Он долго упрашивал Одиссея остаться жить в Спарте; получив отказ, Икарий начал умолять Пенелопу остаться с ним. Даже когда новобрачные отправились в путь, он долго шёл за их колесницей, продолжая упрашивать дочь. В конце концов Одиссею пришлось потребовать от жены сделать окончательный выбор между супругом и отцом. Та ничего не ответила и только закрыла своё лицо покрывалом, что означало выбор в пользу мужа.
Судя по изложению в «Одиссее», Икарий был ещё жив, когда его зять вернулся домой из-под Трои. Он следил за положением дел на Итаке в отсутствие Одиссея. О последнем не было никаких вестей целых десять лет, и Икарий, по словам Гомера, «понуждал» Пенелопу заключить новый брак, выбрав из многочисленных женихов Евримаха. В связи с этим эпизодом Страбон настаивает на том, что Икарий жил неподалёку от Итаки — в Акарнании. Некоторые схолиасты Гомера предлагали свои решения проблемы: одни считали, что Икарий жил прямо на Итаке, другие — что кроме пелопоннесского Икария был кефалленский герой с таким именем, который и выдал свою дочь за Одиссея. Наконец, существовала версия, по которой тестя Одиссея в действительности звали Икадий.

## В культуре
Икарий изображён на так называемой чаше Гиерона, которая хранится в Берлинском музее: он стоит рядом с Тиндареем во время похищения Елены. У Гомера Икарий только упоминается. Он наверняка был персонажем комедии Алексида, рассказывавшей о выходе Пенелопы замуж, но текст этой пьесы полностью утрачен.